# غورغيت هارفي
غورغيت هارفي (بالإنجليزية: Georgette Harvey)‏ هي ممثلة أمريكية، ولدت في 31 ديسمبر 1884 في سانت لويس في الولايات المتحدة، وتوفيت في 17 فبراير 1952 في نيويورك في الولايات المتحدة.

## وصلات خارجية
- غورغيت هارفي على موقع IMDb (الإنجليزية)
- غورغيت هارفي على موقع قاعدة بيانات برودواي على الإنترنت (الإنجليزية)
- غورغيت هارفي على موقع قاعدة بيانات الفيلم (الإنجليزية)